# Planète de lave

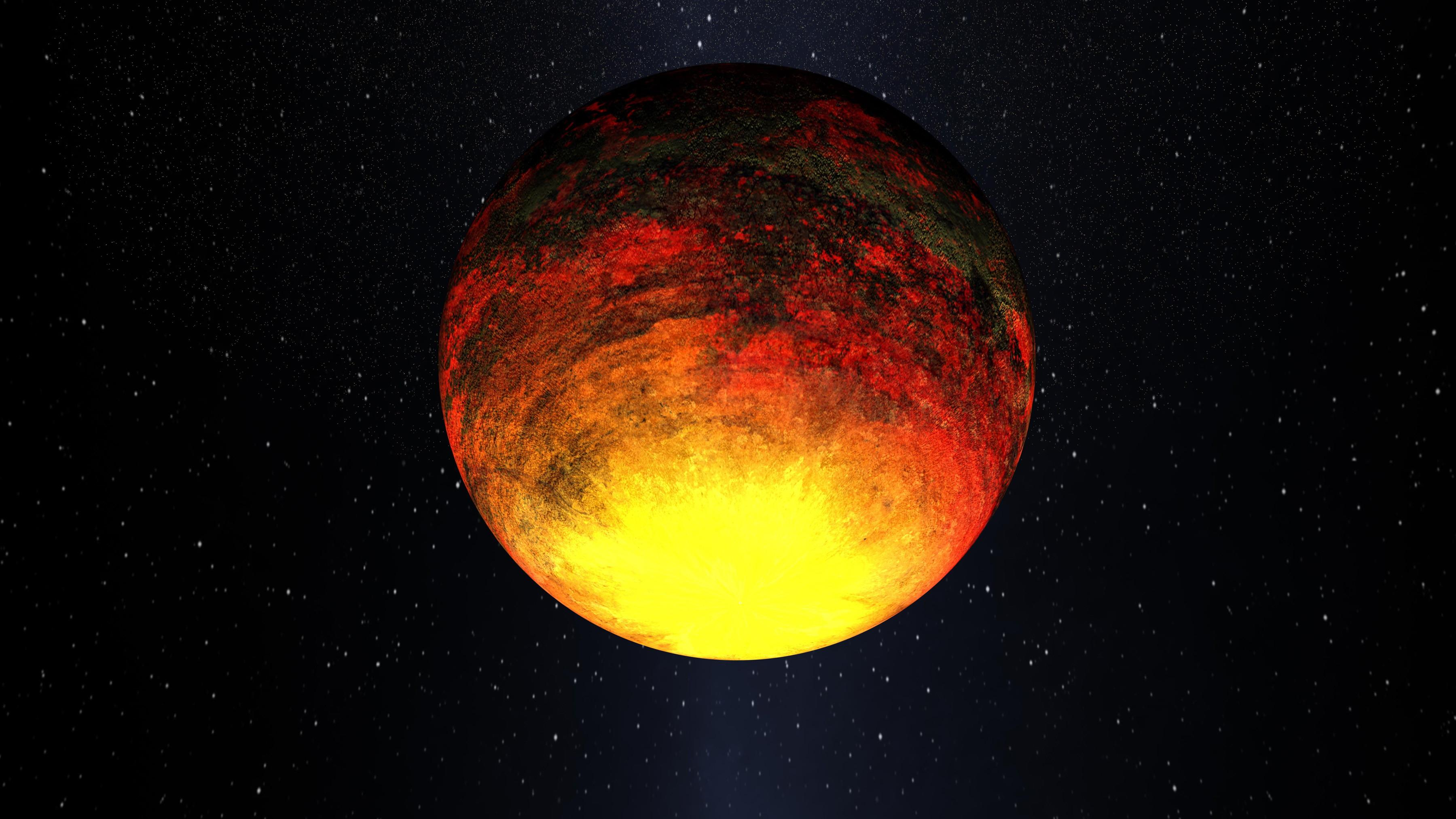
Vue d'artiste de Kepler-10 b.

Une planète de lave (en anglais : lava planet) est une planète tellurique dont la surface est majoritairement ou intégralement recouverte de lave (roche fondue). Ce type de planètes demeure pour l'heure hypothétique, mais plusieurs objets découverts pourraient en faire partie. Une planète pourrait être de ce type s'il s'agit d'une jeune planète tellurique venant de se former, d'une planète ayant subi une collision récemment ou d'une planète orbitant très près de son étoile et recevant en conséquence une irradiation importante et subissant d'intenses forces de marée.

## Origine
Différentes causes peuvent faire d'une planète une planète de lave.
Tout d'abord, les protoplanètes ont tendance à avoir une activité volcanique importante provenant de la grande quantité de chaleur interne à l'objet juste après sa formation. Ceci est vrai y compris pour des planètes relativement petites et situées loin de leur étoile.
Une planète de lave peut aussi se former à la suite d'un très gros impact avec un autre corps. Ainsi, la Terre fut pendant quelque temps une planète de lave après avoir été percutée par un corps de la taille de Mars, événement qui a mené à la formation de la Lune.
Enfin, le cas correspondant à la majorité de candidats à ce titre est celui des planètes dont l'orbite est extrêmement proche de leur étoile. Dans le cas de planètes ayant une orbite excentrique, la gravité due à l'étoile proche va périodiquement déformer la planète (phénomène de marées), ce qui va engendrer des frictions dans la planète et produire de la chaleur interne. Cet échauffement dû aux forces de marée peut faire fondre la roche en magma qui peut ensuite être relâché par des volcans. La situation est alors similaire à celle vécue par le satellite Io en orbite proche de la planète Jupiter : Io est l'objet du Système solaire géologiquement le plus actif, avec plusieurs centaines de centres volcaniques et des coulées de lave étendues. Des planètes de lave en orbite extrêmement rapprochée de leur étoile pourraient même avoir une activité volcanique encore plus importante qu'Io, d'où le nom de « super-Io » employé pour décrire certains de ces objets.
 Cependant, l'échauffement dû aux marées n'est pas le facteur entrant en compte dans la formation d'un planète de lave. En effet, le fait d'orbiter près de l'étoile induit une irradiation stellaire élevée qui par elle-même peut provoquer la fusion de la croûte de surface et sa transformation en lave. L'intégralité de la surface illuminée d'une planète verrouillée gravitationnellement pourrait être couverte d'océans de lave alors que le côté nuit pourrait abriter des lacs de lave ou des pluies rocheuses provenant de la condensation de roche vaporisée côté jour. La masse de la planète a aussi une certaine influence. L'existence d'une tectonique des plaques sur une planète tellurique est liée à la masse de cette planète, de façon telle qu'on s'attend à ce que les planètes plus massives que la Terre manifestent une tectonique des plaques et donc une activité volcanique plus importante.

## Habitabilité
Toute forme de vie qui existerait sur ce type de planète devrait être basée sur une biochimie très différente de celle existant sur Terre afin de pouvoir supporter la chaleur extrême.

## Candidats

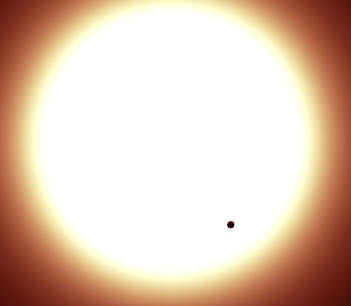
Vue d'artiste de CoRoT-7 b transitant devant son étoile.

Aucune planète de ce type n'existe dans le Système solaire. Parmi les milliers d'exoplanètes connues, aucune planète de lave n'a été formellement identifiée comme telle mais plusieurs planètes pourraient être de ce type étant donné leur masse, leur taille et la distance à leur étoile suffisamment faibles :
- Alpha Centauri Bb [3] (contestée en 2015[4],[5])
- CoRoT-7 b[6],[7]
- Kepler-10 b[8]
- Kepler-78 b[9].
- K2-141b

## Dans la fiction
- Mustafar, planète où se déroule l'affrontement final de Star Wars, épisode III.
- Netu, planète apparaissant dans la série Stargate SG-1.
- Excalbia, planète de lave où se déroule l'action de l'épisode La Frontière de la série Star Trek.
- Dans La Spirale du temps, épisode de la série de bande-dessinée Yoko Tsuno, la Terre est transformée — dans un futur éloigné — en planète de lave après l'explosion d'une bombe à antimatière.